# 10 Pułk Strzelców Polskich (WP na Wschodzie)
10 Pułk Strzelców Polskich (10 psp) – oddział piechoty Wojska Polskiego na Wschodzie.
Pułk został sformowany jesienią 1917 roku w składzie 3 Dywizji Strzelców Polskich z I Korpusu. Na dzień 14 grudnia 1917 liczył 598 żołnierzy frontowych

## Żołnierze pułku
Dowódcy pułku
- płk Leon Silicki (od IX 1917[2][3])

Żołnierze byłego 10 pułku strzelców polskich odznaczeni Krzyżem Walecznych
- płk Włodzimierz Skrzyszewski
- kpt. Edward Antoniewski
- kpt. Antoni Szczęsnowicz
- por. Jan Halicki
- sierż. Józef Szumski